# Dorogi Sportmúzeum
Az 1999-ben alakult Dorogi Sportmúzeum Dorog város sporttörténelmi múltjába nyújt betekintést, amely sokszínű és érdekes tárlatával kereken két évtizede várja a látogatókat. Megnyitása óta folyamatosan bővül jelentős számú állománya.

## Története
A Dorogi Sportmúzeum 1999. november 13-án  nyitotta meg kapuit a dorogi sportegyesület (korábbi nevei: Dorogi Atlétikai és Futball Club, Dorogi AC., Dorogi Tárna, Dorogi Bányász SC., Dorogi SE., Budalakk Konzorcium FC. Dorog, jelenleg; Dorogi FC.) alapításának 85. évfordulójának alkalmából rendezett ünnepség keretén belül. Ekkor leplezték le a klubalapítók nevét tartalmazó márványtáblát is (készítette: Gonda György kőfaragómester). A múzeum tervének megálmodója Dr. Tittmann János; Dorog város polgármestere és Parlamenti képviselő, valamint Szabó Gyula sporttörténet-kutató és író, lelkes és elkötelezett dorogi lokálpatrióta, korábban a dorogi labdarúgó utánpótlás csapatok játékosa, vezérszurkoló, majd a klub elnökségi tagja, létrehozója pedig a sportegyesület vezetősége, a város vezetése, és a Dorog-szurkolók Baráti Köre. A múzeum kialakításának tervei még 1998 nyarán születtek, az érdemi gyakorlati kivitelezés pedig 1999 augusztusában kezdődött Szabó Gyula és Balázs Mihály vezérszurkoló irányításával. A munkálatokban számos szurkoló is részt vett. A kiállított tárgyakból képet kapunk az igen gazdag, sokszínű és a maga nemében egyedülálló dorogi sport egész történetéről az egyesület 1914-es megalakulásától napjainkig.

## A múzeum épülete
A tárlat az egyesület 1895-ben épült székházában (Dorog, Köztársaság út 3.) kapott helyet - amely eredetileg a Csendőrség központi épülete lett volna, majd a Dorog vasútállomásé, végül a sportegyesület kapta meg az 1920-as években - ahol a kiváló olimpikon, többszörös magyar bajnok atléta, edző és sportügyintéző; Solymár Károly is lakott családjával a két világháború között.

## Tárlata

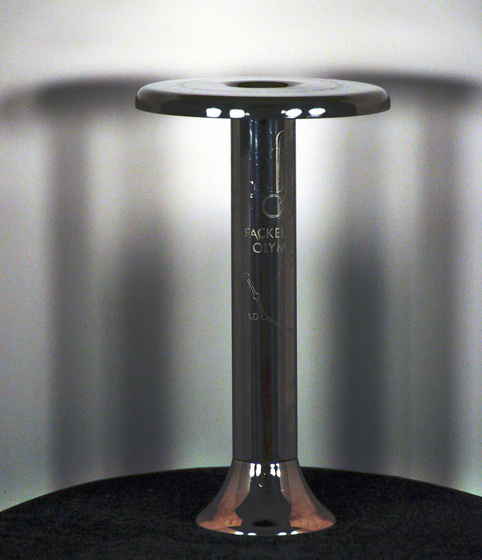
A berlini olimpia fáklyája 1936-ból

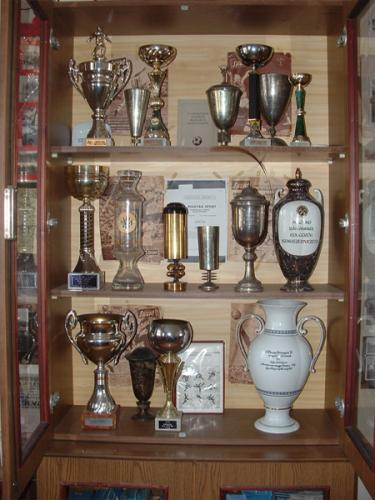
A múzeum egyik vitrinje

A múzeum emléket állít valamennyi egykor Dorogon működött és jelenleg is aktív szakosztályainak úgy, mint atlétika, asztalitenisz, birkózás, cselgáncs, kempo-karate, kerékpározás, kézilabda, labdarúgás, ökölvívás, röplabda, teke, tenisz, természetjárás (hegymászás, vadvízi evezés stb.), torna, úszás, kiegészülve a Fekete László nevével fémjelzett erőemeléssel, a sportrepülés- és ejtőernyőzéssel, a Dorogi Diófa FC. Focióvoda, valamint a Mozgássérültek Dorogi Regionális Egyesületének Sport Egyesületével (élén a vívókkal) és a városi tömegsporttal. Az épület első emeletén több ezer sportrelikvia tekinthető meg (fotók, írásos dokumentumok, kupák, érmek, zászlók, újságcikkek, meccsbelépők, plakátok kép- és hangfelvételek). A legkiemelkedőbb tárgyi emlékek egyike az 1936-os berlini olimpiai láng fáklyája, amelynek útja Dorogon is áthaladt. Az ereklye a híres dorogi sportoló család, a Prohászka család tulajdona, és csak időszaki kiállítás keretén belül kerül időről időre a múzeumba. Ugyancsak külön említésre méltó a Dorogi Olimpikonok Fala (Tervezte: Szabó Gyula, készítette: Szabó Gyula, Balázs Mihály, Balázsné Lehotai Mariann, Balázs Adrienn és Juhászné Krasznai Helga, amely 2001. augusztus 20-án, a Millenniumi ünnepség alkalmán lett felavatva.) Emléket állít valamennyi dorogi sportolónak, aki részt vett az olimpiákon, valamint az olimpiai kerettagoknak. Szintén a különleges ereklyéket gyarapítja az a díszoklevél, amelyet a Magyar Népköztársaság adományozott Németh Miklós miniszterelnök aláírásával, a sportegyesület megalakulásának 75. évfordulója tiszteletére.  Jelentősek a múzeum dél-amerikai, jellemzően argentin kapcsolatai. Az Argentin labdarúgó-szövetség (AFA) és a világhírű argentin River Plate club is adományozott emléklapot a múzeum számára, továbbá válogatott- és klubcsapatok zászlói, stadionfotók, meccsbelépők, jelvények teszik még színesebbé a kiállítási anyag tárházát. Sok relikvia magánkézben van. A múzeum helyet ad még ezen felül sportközösségi találkozóknak, képzéseknek, baráti összejöveteleknek. Többek között itt zajlott az "A" licence-s labdarúgó vezetőedzői szakképzés és vizsga 2001-ben.

## Képgaléria

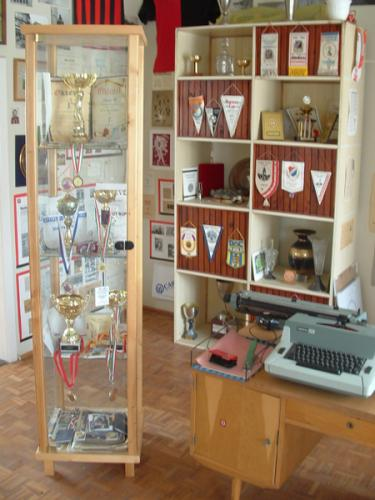
A 2. sz. terem érdekességei közül néhány
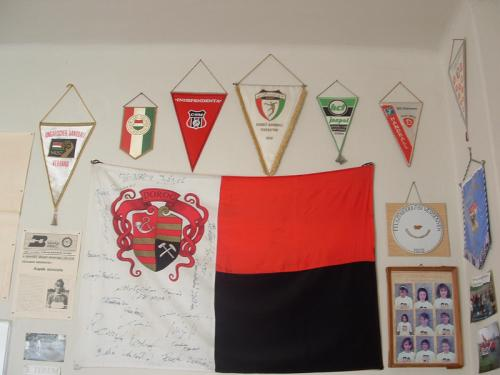
A kézilabdások sarka a 3. sz. teremben
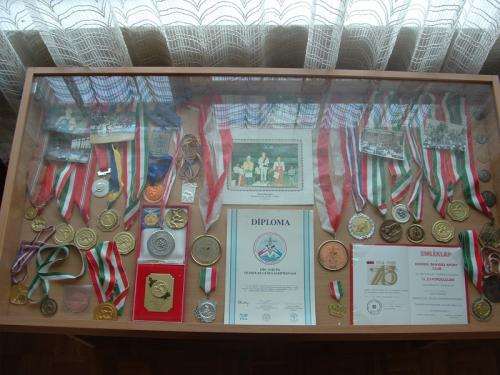
A birkózók értékes érmei között Európa-bajnoki arany- és bronzérem
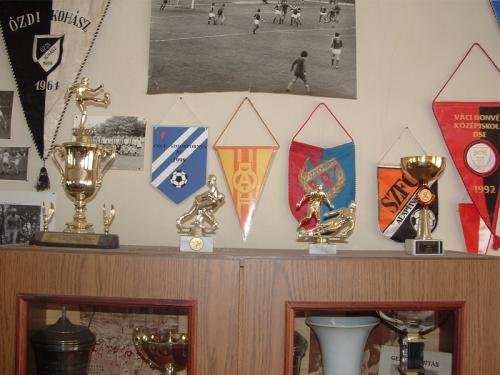
Néhány klubzászló a jelentős gyűjteményből
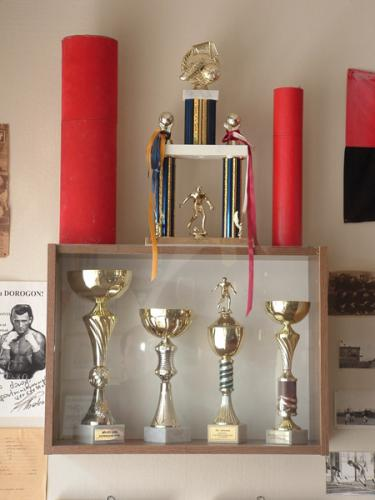
Nemzetközi kupák és Kovács István által dedikált emléklap
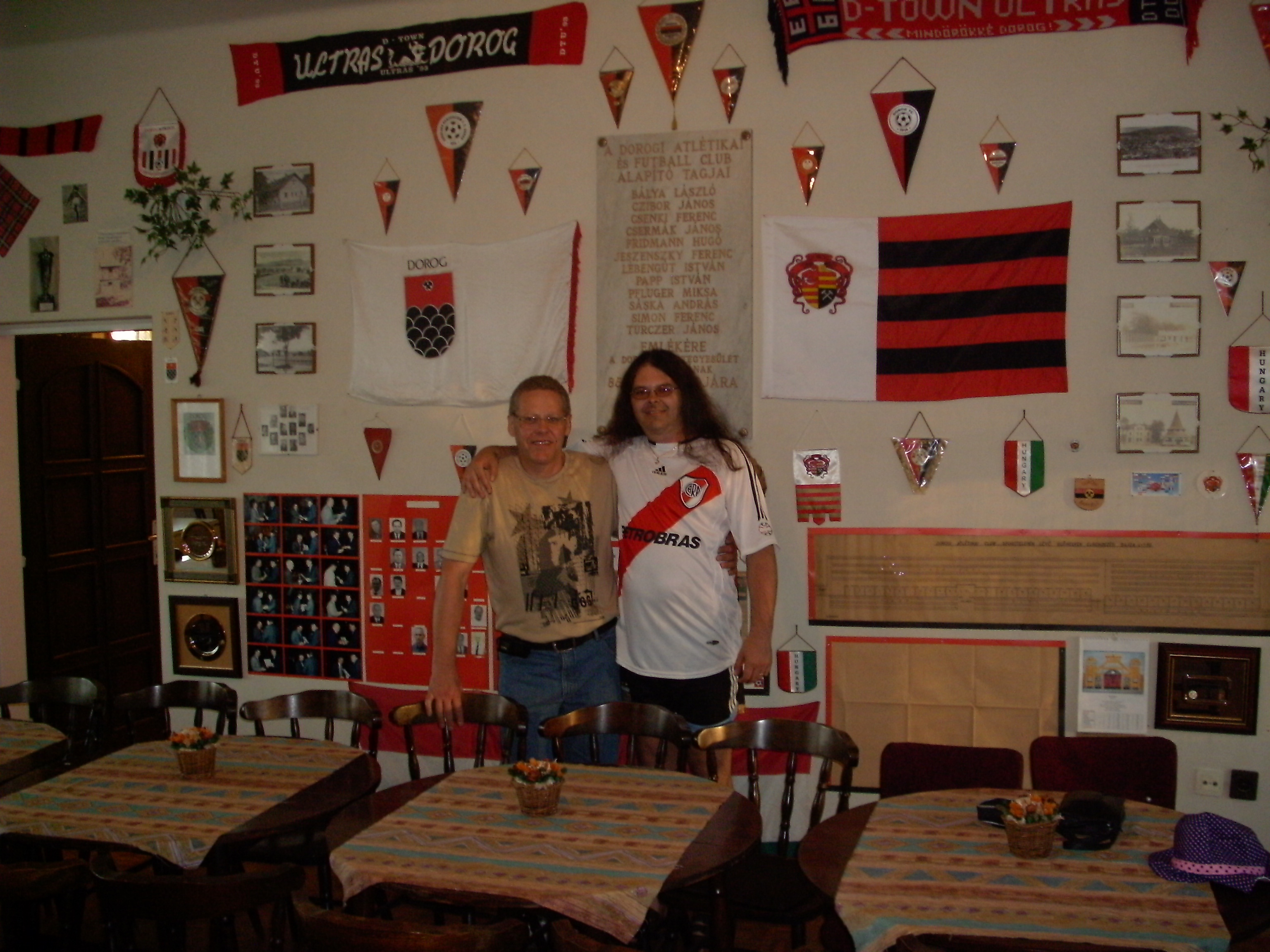
A múzeum két alapítója, tervezője és fő kivitelezője; Balázs Mihály és Szabó Gyula 2010 nyarán
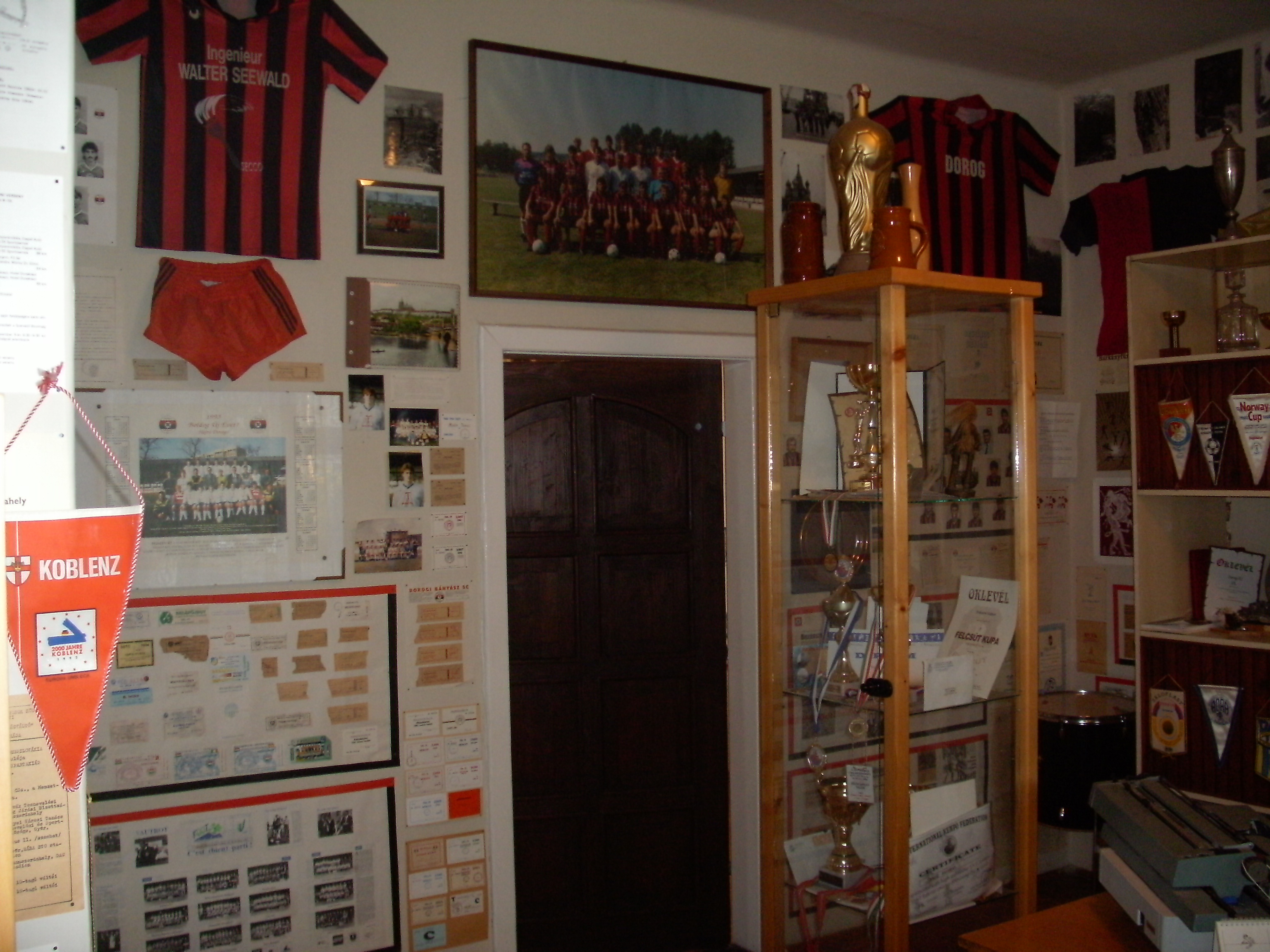
A 2. számú terem egyik szegletének színes tárlata
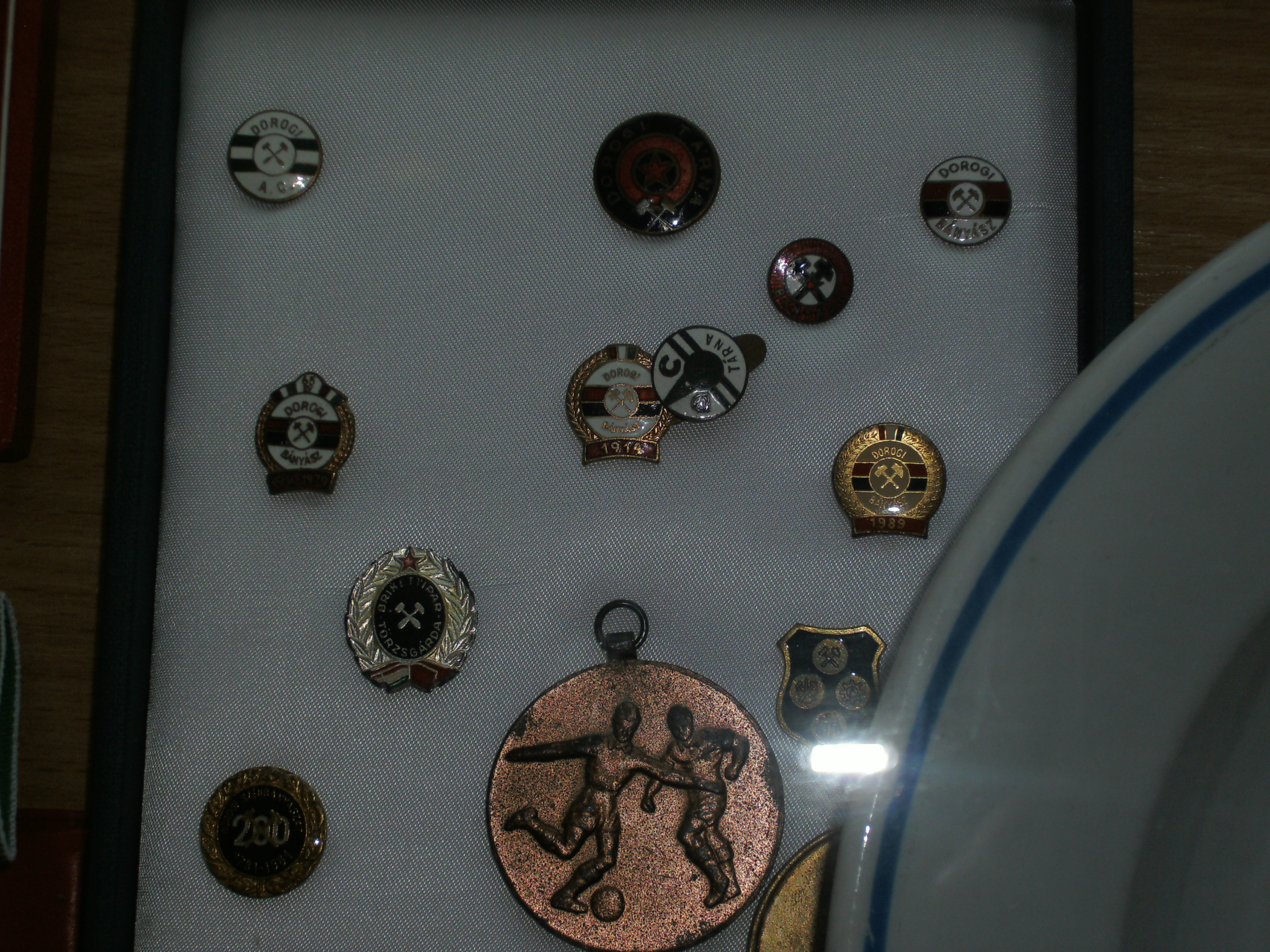
Különböző klubcímeres jelvények 1920 és 1989 közötti időszakból
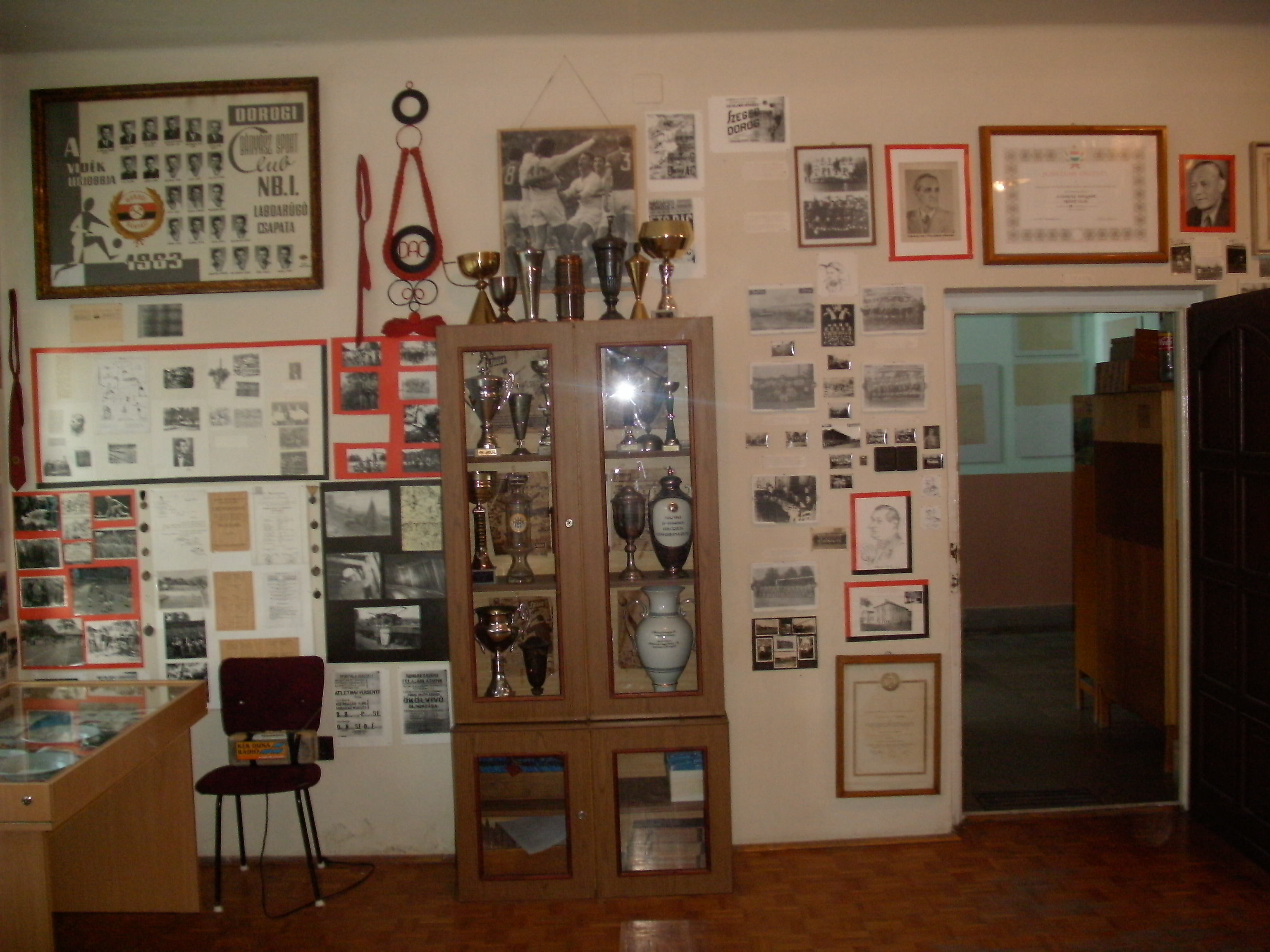
Megannyi emlék a 30-as és 50-es évek közötti időszakból
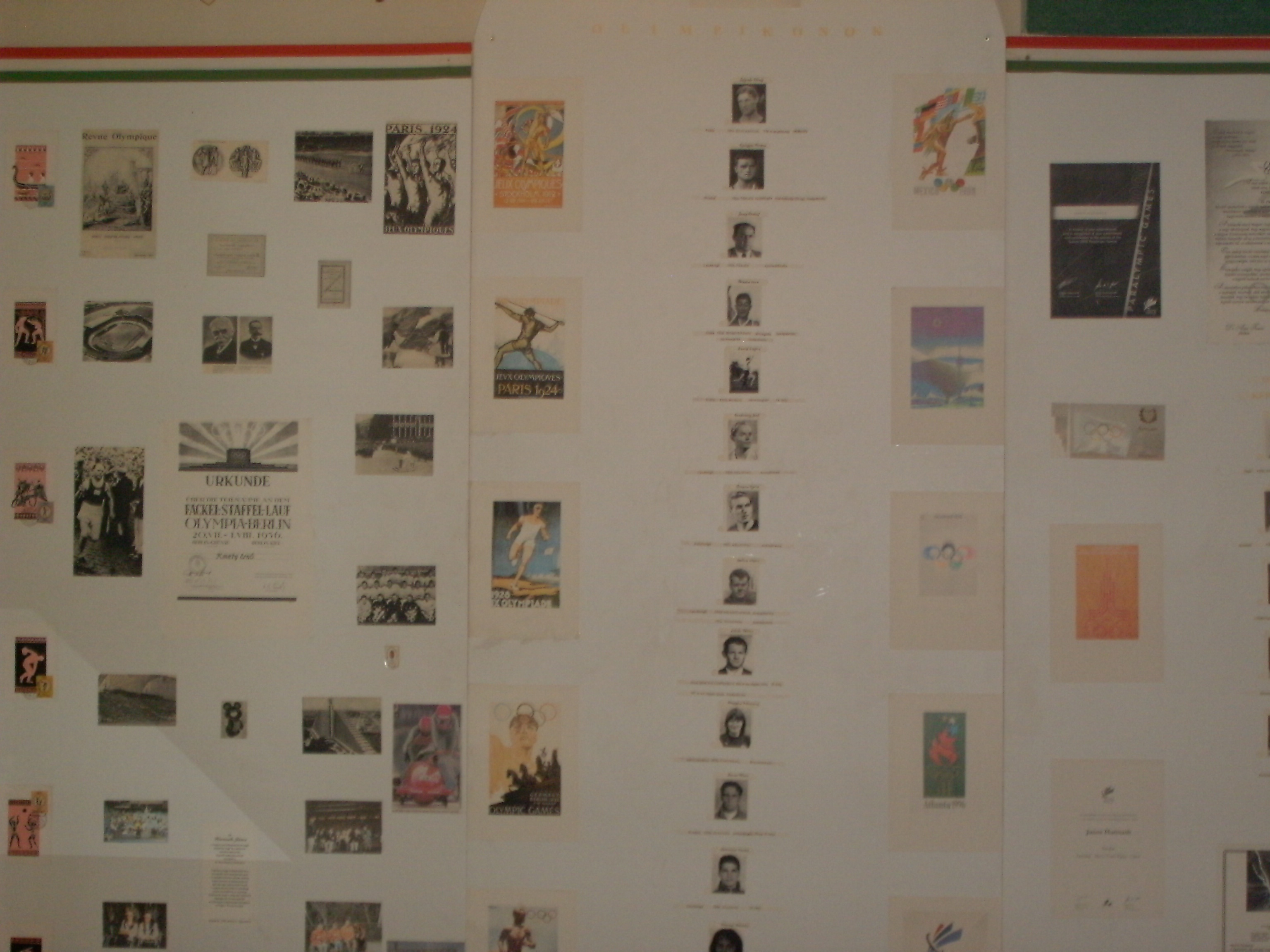
A Dorogi Olimpikon falának egy részlete
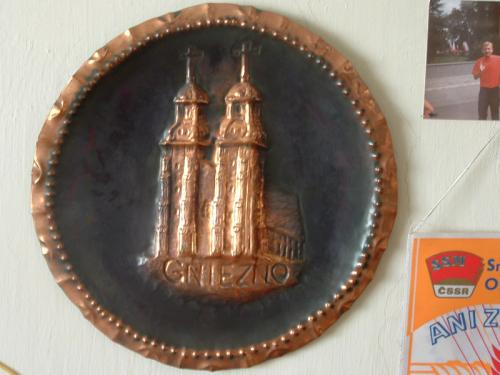
Egy réztányér egy korábbi Németország-beli tornáról a Nemzetközi falon, 2. sz. teremből
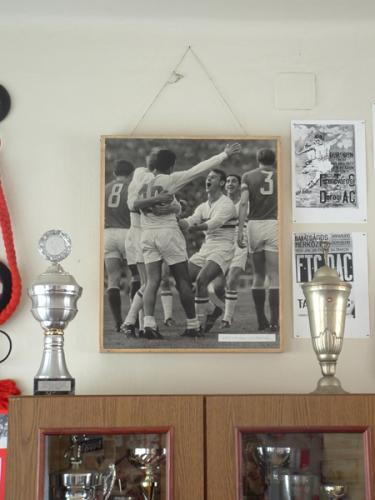
Szűcs Lajos gólöröme az óriás tablón, mellette néhány dorogi meccsplakát a 30'-as évekből
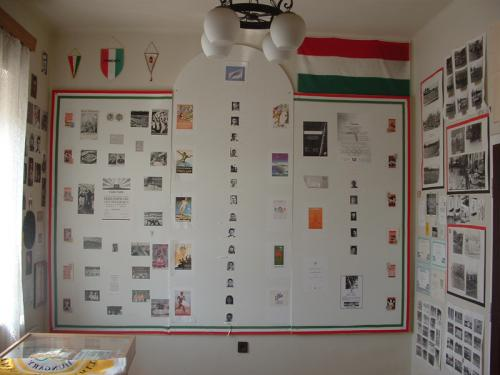
A Dorogi Olimpikon fala
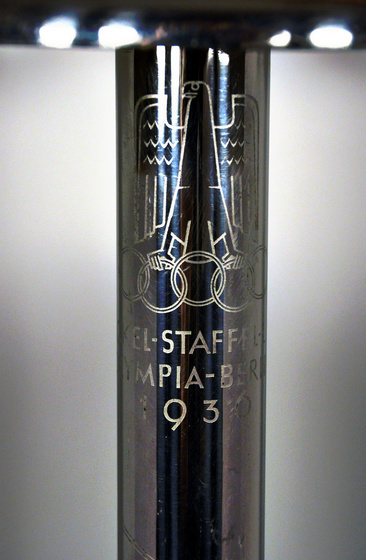
A berlini olimpiai fáklya közelebbről
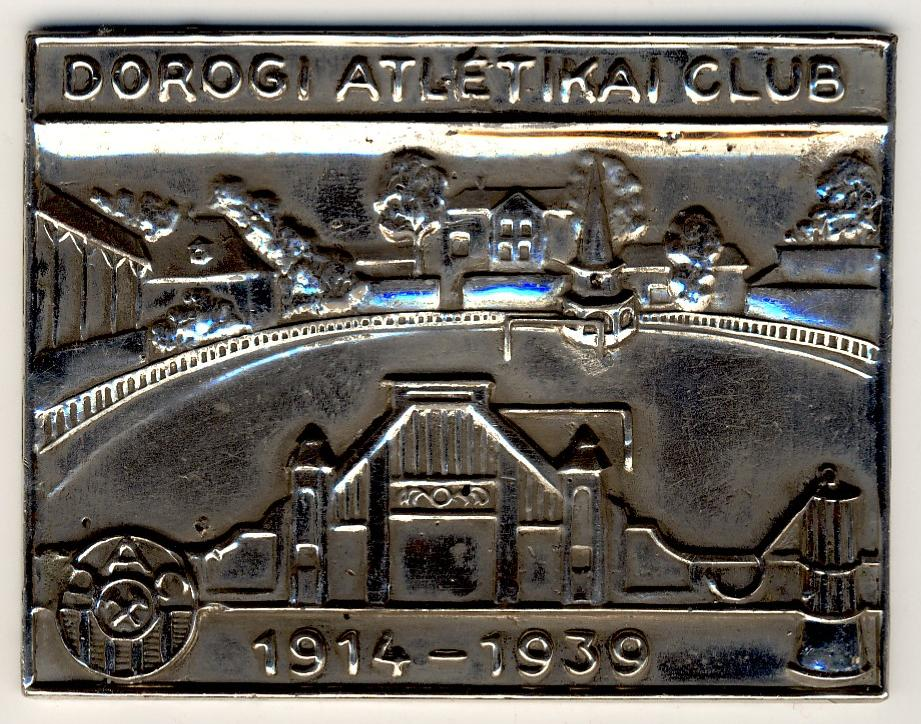
A 25. éves évforduló alkalmából készült emlékplakett
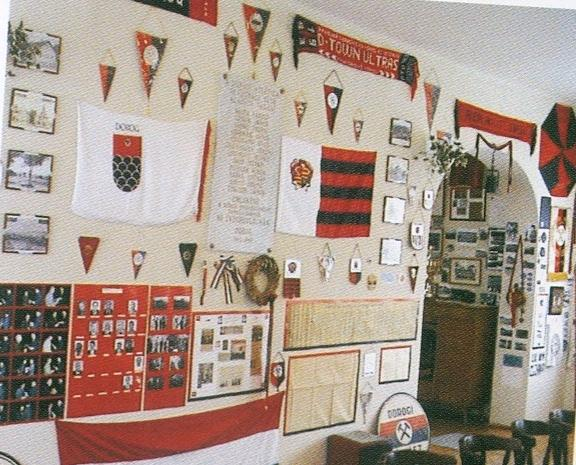
A múzeum főterme
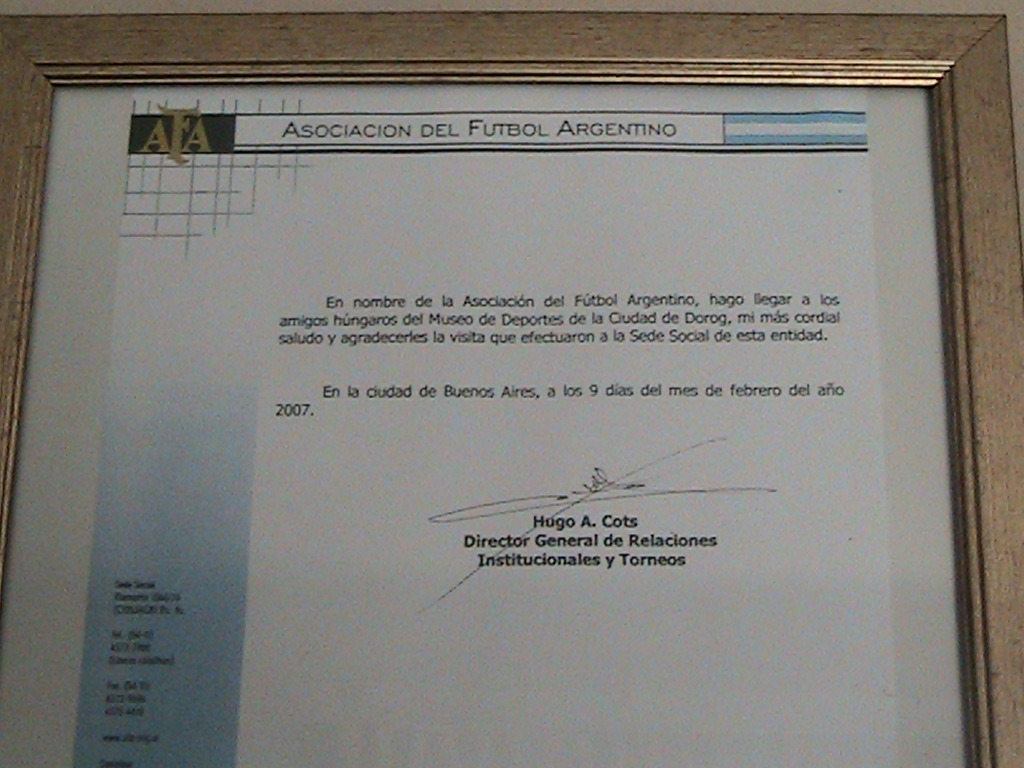
Az Argentin Labdarúgó Szövetség által adományozott emléklap
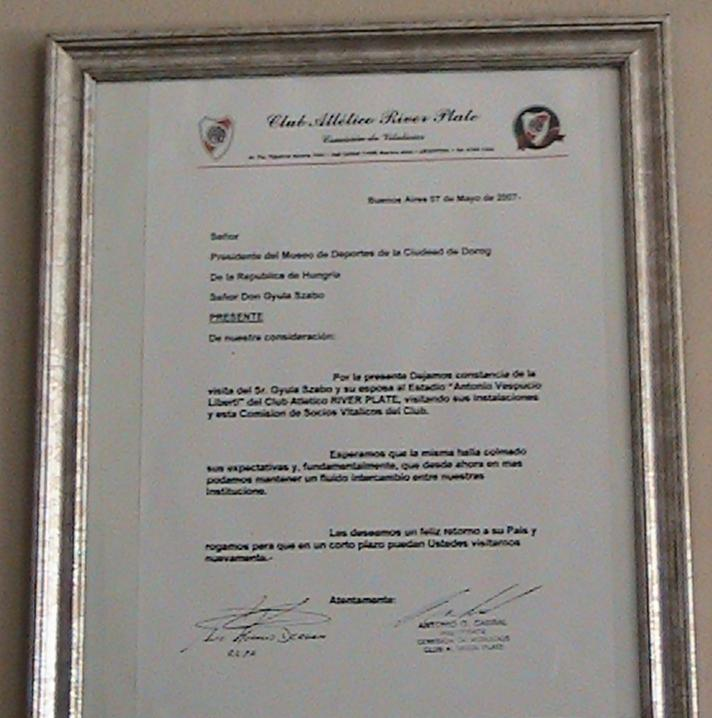
A világhírű argentin River Plate sportegyesület által adományozott emléklap

## Vezetői
- Szabó Gyula (1999–2006)
- Balázs Mihály (2006–)
- Gondnok: Holop Tibor (2000–)

## Neves látogatók
| - Buzánszky Jenő - Grosics Gyula - Hidegkuti Nándor - Puskás Ferenc - A magyar Aranycsapat tagjai - Berzi Sándor MLSZ főtitkár - Jánosi György Ifjúsági- és Sportminiszter - Szili Katalin, az Országgyűlés alelnöke, a Parlament házasszonya - Jakabházyné Mező Mária, a Magyar Olimpiai Akadémia főtitkára - Ivanics Tibor, a MOB tagja - Győr Béla, a MOB tagja - Schvégel Oszkár, a MOB tagja - Monostori Tivadar - Varga János - Prohászka János - Csermák János |  | - Szűcs Lajos - Lakat Jenő - Tramita Mária - Megyeriné Pacsai Márta - Czéh Borbála - Harmath János - Szax Róbert - Soós Ferenc - Kovács Antal - Göb Sándor - Fekete László - ifj. Solymár Károly - Solymár Judit - Kovács István, olimpiai- és világbajnok ökölvívó - Mucha József - Törőcsik András |  | - Détári Lajos - Szabó József - Pintér Sándor - Kiprich József - Csank János - ifj.Bene Ferenc - Sitku Illés - Pintér Attila - A Ferencváros Öregfiúkcsapata - A REAC Öregfiúkcsapata - Eperjes Károly - Cseke Péter - Nemcsák Károly, - A Magyar Színészválogatott - Horváth Pál, a Fővárosi Rádiótaxi igazgatója - Nagy Zoltán és Turay Zoltán, neves sporttörténet kutatók és írók |